# Union Theological Seminary in the City of New York

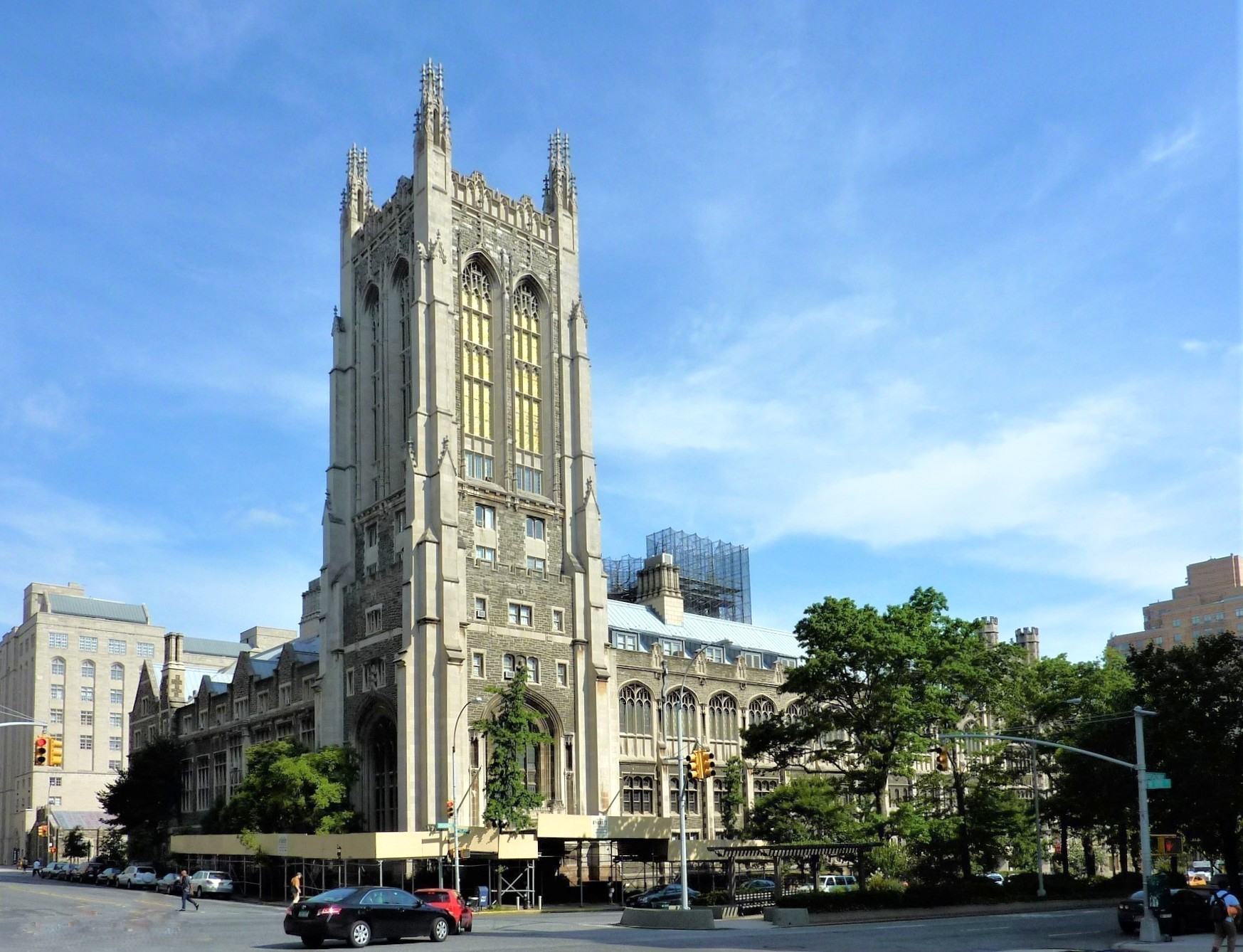
Das Union Theological Seminary von der Ecke Broadway und 120. Straße aus gesehen

Union Theological Seminary in the City of New York (UTS) ist eine unabhängige theologische Hochschule. Sie befindet sich in Manhattan zwischen der Claremont Avenue und Broadway in Höhe der 120. bis 122. Straße.
Die Schule bietet Master of Arts, Master of Divinity und Doktorate in Theologie und Philosophie als Bildungsabschlüsse an.
Das Seminar beherbergt die Burke Theological Library, die nach der Vatikanischen Bibliothek die zweitgrößte theologische Fachbibliothek der Welt sein soll.

Das erste Union Theological Seminary am University Platz

Umzug des Seminars nach Lenox Hill

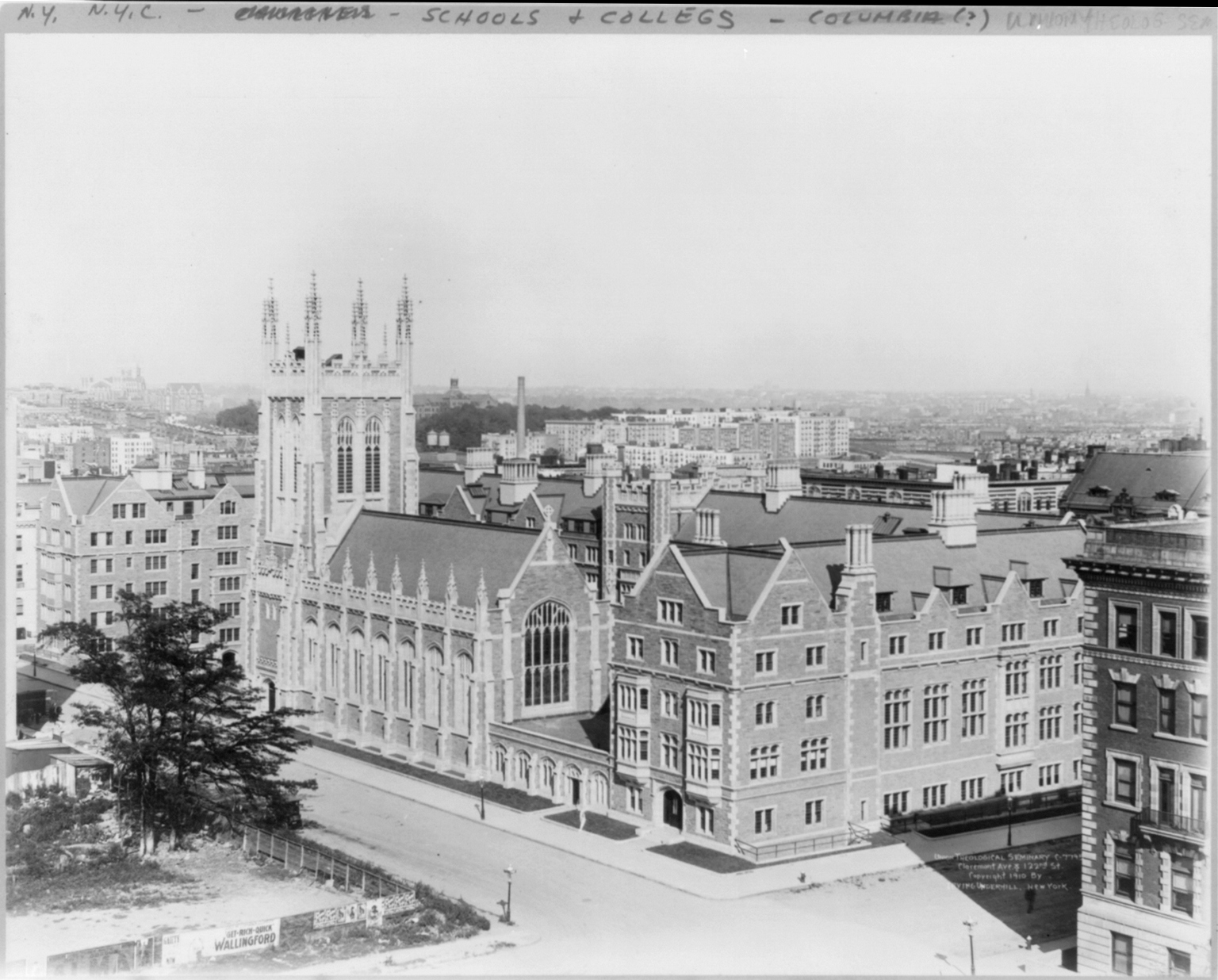
Union Theological Seminary in der Vogelperspektive

## Gebäude
Das aus Ziegelstein und Kalkstein bestehende neugotische Gebäude wurde von Francis R. Allen (1844–1931) und Collins 1910 vollendet. Der Kirchturm des Gebäudes ist dem Turm der Durham Cathedral nachgebildet. Das Seminar grenzt an das Teachers College und Barnard College der Columbia University sowie das Jewish Theological Seminary of America und die Manhattan School of Music. Es hat gegenseitige Besucherregeln und Büchereizugangsberechtigungen mit verschiedenen dieser Bildungseinrichtungen vereinbart.
Das Gebäude wurde am 23. April 1980 der List of Registered Historic Places in New York County hinzugefügt.

## Geschichte
Das Seminar wurde 1836 von der Presbyterian Church gegründet und ist gegenwärtig mit der benachbarten Columbia University verbunden.
Während des späten 19. Jahrhunderts wurde das Union Theological Seminary (UTS) eines der führenden Zentren des liberalen Christentums in den Vereinigten Staaten. Nach dem Häresieprozess gegen Charles Augustus Briggs 1892/93 löste sich das Seminar von der presbyterianischen Kirche und wurde rechtlich unabhängig. Unter den Absolventen waren der Historiker Arthur McGiffert, der Bibelwissenschaftler James Moffett und der Sozialistenführer Norman Thomas.
Auch nach dem Zweiten Weltkrieg war UTS ein Zentrum des liberalen Christentums in den Vereinigten Staaten.
Aufgrund fehlerhafter Entscheidungen bei der Anlage des Stiftungsvermögens kam UTS in den 1990er Jahren in finanzielle Schwierigkeiten. Die Zahl der eingeschriebenen Studierenden blieb relativ konstant bei etwa 350. Deshalb schloss das Seminar Leasingverträge für einige Gebäude mit der Columbia University und transferierte die im Unterhalt zu teuer gewordene Burke Library an die Columbia University, wodurch sich die finanzielle Lage stabilisierte.

## Theologen am UTS
Am UTS lehrten und lehren namhafte Theologen.
- Henry Sloane Coffin (1877–1954) war ein früherer Präsident des Seminars.
- James Hal Cone (1938–2018) war einer der Gründer der afroamerikanischen Befreiungstheologie.
- Garry Dorrien (geb. 1952) ist ein angesehener Theologiehistoriker und Sozialethiker.
- Harry Emerson Fosdick (1878–1969) unterrichtete am UTS und war ebenso wie James Alexander Forbes Hauptpfarrer an der benachbarten Riverside Church.[2]
- Joseph Carl Hough (geb. 1933), Präsident des UTS von 1999 bis 2008, ist ein bekannter Vertreter des christlich motivierten demokratischen Sozialismus.
- Der Intellektuelle Cornel West begann seine akademische Karriere 1977 am UTS.

Weitere bekannte Professoren waren:
- William Greenough Thayer Shedd – Professor für Kirchenliteratur (1863–1874) und für Systematische Theologie (1874–1890).
- Charles Augustus Briggs – Professor für Hebräisch und verwandte Sprachen (1874–1891) und Biblische Theologie (1891–1904).
- Reinhold Niebuhr (1892–1971) – Professor für Angewandtes Christentum/Christliche Sozialethik (1930–1960).
- Paul Tillich – Professor für Systematische Theologie (1933–1955).
- John Macquarrie – Professor für Systematische Theologie (1962–1970).
- Raymond Edward Brown – Professor für Neues Testament (1971–1990).
- Dorothee Sölle – Professorin für Systematische Theologie (1975–1987).

## Bedeutende Schüler des UTS
- Frederick Buckley Newell (Bachelor of Divinity, 1916) – Bischof der The Methodist Church
- Andrew McLellan – früherer Moderator der General Assembly der Church of Scotland
- Bruce McLeod – Moderator der United Church of Canada
- Carl Rogers, Mitbegründer der  Humanistischen Psychologie
- Mark Hanson, leitender Bischof der ELCA
- John Tietjen, lutherischer Bischof
- Dietrich Bonhoeffer war 1930/31 Gaststudent
- Jean Lasserre, war 1930/31 Gaststudent
- Erwin Sutz, war 1930/31 Gaststudent
- Walter Brueggemann, reformierter Alttestamentler, Promotion 1961
- Abraham J. Muste, sozialistischer Gewerkschafts- und Friedensaktivist, zeitweise reformierter Pfarrer
- Ed Parish Sanders (1937–2022), evangelischer Theologe, Neutestamentler und Autor